# Pareques lanfeari
Pareques lanfeari es una especie de pez de la familia Sciaenidae.

## Morfología
Los machos pueden llegar alcanzar los 40 cm de longitud total.

## Hábitat
Es un pez de clima tropical y demersal que vive hasta los 60 m de profundidad.

## Distribución geográfica
Se encuentra en el Océano Pacífico suroriental: desde el Ecuador hasta el Perú.